# Stålglansmygga
Stålglansmygga, Aedes diantaeus är en tvåvingeart som beskrevs av Howard, Dyar och Frederick Knab 1913. Aedes diantaeus ingår i släktet Aedes och familjen stickmyggor. Arten är reproducerande i Sverige. Inga underarter finns listade i Catalogue of Life.